# Łowin (województwo dolnośląskie)
Łowin (niem. Neulöben) – kolonia w Polsce, położona w województwie dolnośląskim, w powiecie zgorzeleckim, w gminie Sulików.
Łowin to niewielka kolonia leżąca na Pogórzu Izerskim, u południowo-zachodniego krańca Wzgórz Zalipiańskich, na południe od Miedzianej, na wysokości około 315–325 m n.p.m.
W latach 1975–1998 kolonia administracyjnie należała do województwa jeleniogórskiego.
Do 2023 r. miejscowość była kolonią wsi Miedziana.